# Plasa Dragoș Vodă, județul Cahul
Plasa Dragoș Vodă a fost o unitate administrativ-teritorială din județul Cahul, România. Plasa a fost organizată în rezultatul implementării legii de unificare administrativ-teritorială a României din anul 1925. Plasa era condusă de pretor, fiind numit de prefectul județului Cahul.
În anul 1929 a fost aprobată o reformă administrativ-teritorială prin care plasa Dragoș Vodă a fost divizată între plășile Ioan Voevod și Traian.
În granița aproximativă a plășii Dragoș Vodă, în anul 1938 a fost organizată plasa Mihai Viteazul.

## Lista localităților
Plasa Dragoș Vodă a fost alcătuită din următoarele localități.
| Comună                | Localități                  | Denumirea actuală, raion |
| --------------------- | --------------------------- | ------------------------ |
| 1. Albota             |                             |                          |
| Albota                | Albota de Sus, Taraclia     |                          |
| Albota-de-Jos         | Albota de Jos, Taraclia     |                          |
| Hăgiești              | Hagichioi, Taraclia         |                          |
| Hârtop                | Hîrtop, Taraclia            |                          |
| 2. Alexandru-cel-Bun  |                             |                          |
| Alexandru-cel-Bun     | Alexanderfeld, Cahul        |                          |
| Burlacelu             | Burlăceni, Cahul            |                          |
| Trubăești             | Iujnoe, Cahul               |                          |
| Valea Stejarului      | desființat                  |                          |
| 3. Aluatu             |                             |                          |
| Aluatu                | Aluatu, Taraclia            |                          |
| Balaban               | Balabanu, Taraclia          |                          |
| Bisericuța            | Orehovca, Taraclia          |                          |
| Oituz                 |                             |                          |
| 4. Baurci             | Baurci                      | Baurci, Găgăuzia         |
| 5. Borceag            |                             |                          |
| Alexeeni              | Alexeevca, Găgăuzia         |                          |
| Borceag               | Borceag, Cahul              |                          |
| 6. Burlacu            |                             |                          |
| Alexandrești          | inclus în satul Burlacu     |                          |
| Burlacu               | Burlacu, Cahul              |                          |
| 7. Carbalia           |                             |                          |
| Budăi                 | Budăi, Taraclia             |                          |
| Carbalia              | Carbalia, Găgăuzia          |                          |
| Dermengi              | Dermengi, Taraclia          |                          |
| 8. Chioselia          |                             |                          |
| Căetu                 | Cîietu, Cantemir            |                          |
| Chioselia             | Chioselia, Cantemir         |                          |
| Chioselia Mare        | Chioselia Mare, Cahul       |                          |
| Chioselia Mică        | Chioselia Rusă, Găgăuzia    |                          |
| Țărăncuța             | Țărăncuța, Cantemir         |                          |
| 9. Congaz             |                             |                          |
| Cărlăneni             |                             |                          |
| Congaz                | Congaz, Găgăuzia            |                          |
| 10. Coștangalia       |                             |                          |
| Câșla                 | Câșla                       |                          |
| Coștangalia           | Coștangalia, Cantemir       |                          |
| Eichendorf            | Doina, Cahul                |                          |
| Principele Mihai      | inclus în satul Coștangalia |                          |
| 11. Moscovei          |                             |                          |
| Gigâlboaia            | inclus în satul Lopățica    |                          |
| Lopățica              | Lopățica, Cahul             |                          |
| Moscovei              | Moscovei, Cahul             |                          |
| Moscovei-Răzeși       | inclus în satul Moscovei    |                          |
| Moscovei-Vechiu       | inclus în satul Moscovei    |                          |
| 12. Musait            |                             |                          |
| Ciumai                | Ciumai, Taraclia            |                          |
| Musait                | Musaitu, Taraclia           |                          |
| Parușeni              | inclus în satul Musaitu     |                          |
| 13. Sofieni           |                             |                          |
| Ciucureni             | Roșița, Taraclia            |                          |
| Sofieni               | Sofievca, Taraclia          |                          |
| 14. Tartaul-de-Salcie |                             |                          |
| Taraclia-de-Salcie    | Taraclia de Salcie, Cahul   |                          |
| Tartaul-de-Salcie     | Tartaul de Salcie, Cahul    |                          |
| 15. Trifești          |                             |                          |
| Bairamcea             | inclus în satul Moscovei    |                          |
| Broasca               | Bucuria, Cahul              |                          |
| Ciorâța               | desființat                  |                          |
| Moscovița             | inclus în satul Moscovei    |                          |
| Trifești              | Trifeștii Noi, Cahul        |                          |